# If You See Him
If You See Him è un album in studio della cantante di musica country statunitense Reba McEntire, pubblicato nel 1998.

## Tracce
1. If You See Him/If You See Her (con Brooks & Dunn) – 3:51 (Jennifer Kimball, Tommy Lee James, Terry McBride)
2. One Honest Heart – 3:53 (David Malloy, Gary Baker, Frank J. Myers)
3. I Wouldn't Know – 3:30 (Marc Beeson, Robert Byrne, Mike McGuire)
4. I'll Give You Something to Miss – 3:30 (Beeson, Byrne, McGuire)
5. Invisible – 4:05 (Lisa Drew, Christi Dannemiller)
6. Up and Flying – 4:32 (Gary Burr, Patty Griffin)
7. Forever Love – 3:53 (Liz Hengber, Deanna Bryant, Sunny Russ)
8. Face to Face (with Linda Davis) – 3:55 (Burr, Malloy)
9. Heart Hush – 4:15 (Brett Jones)
10. Lonely Alone – 3:24 (Reese Wilson)
11. Wrong Night – 2:51 (Rick Bowles, Josh Leo)
12. All This Time – 3:11 (James, Greg Guidry)